# Campeonato Sul-Americano de Atletismo de 1981
O Campeonato Sul-Americano de Atletismo de 1981 foi a 31ª edição do evento, organizado pela CONSUDATLE entre os dias 5 a 8 de novembro na cidade de La Paz, na Bolívia. 

## Medalhistas

### Masculino
| Evento                      | Ouro                             | Ouro    | Prata                          | Prata   | Bronze                           | Bronze  |
| --------------------------- | -------------------------------- | ------- | ------------------------------ | ------- | -------------------------------- | ------- |
| 100 metros                  | Katsuhiko Nakaya · Brasil        | 10.1 =  | Altevir de Araújo · Brasil     | 10.3    | Luis Schneider · Chile           | 10.3    |
| 200 metros                  | Paulo Correia · Brasil           | 20.2    | Héctor Daley · Panamá          | 20.5    | Luis Schneider · Chile           | 20.5    |
| 400 metros                  | Geraldo Pegado · Brasil          | 46.8    | Gerson de Souza · Brasil       | 47.8    | Pablo Squella · Chile            | 48.0    |
| 800 metros                  | Cristián Molina · Chile          | 1:53.6  | José Luiz Barbosa · Brasil     | 1:54.7  | Wilson David dos Santos · Brasil | 1:55.9  |
| 1 500 metros                | Emilio Ulloa · Chile             | 4:07.1  | Johnny Pérez · Bolívia         | 4:08.0  | Jaime Punina · Equador           | 4:09.0  |
| 5 000 metros                | Víctor Mora · Colômbia           | 15:23.9 | Silvio Salazar · Colômbia      | 15:51.4 | Johnny Pérez · Bolívia           | 15:59.4 |
| 10 000 metros               | Víctor Mora · Colômbia           | 31:56.4 | Silvio Salazar · Colômbia      | 32:57.1 | Hugo Gavino · Peru               | 33:30.9 |
| 20 km marcha atlética       | Osvaldo Morejón · Bolívia        | 1:51:22 | Ernesto Alfaro · Colômbia      | 1:52:52 | Waldemar da Silva · Brasil       | 1:53:10 |
| Meia maratona               | Víctor Mora · Colômbia           | 1:10:42 | Alfonso Torres · Colômbia      | 1:13:20 | René Moldez · Bolívia            | 1:14:54 |
| 110 metros barreiras        | Juan Carlos Fuentes · Chile      | 14.2    | Wellington da Nobrega · Brasil | 14.4    | Andrés Lyon · Chile              | 14.4    |
| 400 metros barreiras        | Antônio Dias Ferreira · Brasil   | 52.3    | Pablo Squella · Chile          | 52.7    | Donizete Soares · Brasil         | 53.0    |
| 3.000 metros com obstáculos | Emilio Ulloa · Chile             | 9:53.2  | Johnny Pérez · Bolívia         | 9:54.2  | Elói Schleder · Brasil           | 10:19.8 |
| 4×100 metros estafetas      | Brasil                           | 39.6    | Chile                          | 40.4    | Peru                             | 40.8    |
| 4×400 metros estafetas      | Brasil                           | 3:09.5  | Chile                          | 3:11.8  | Argentina                        | 3:12.2  |
| Salto em altura             | Jorge Archanjo · Brasil          | 2.15    | Cláudio Freire · Brasil        | 2.10    | Daniel Wolfberg · Chile          | 2.05    |
| Salto à vara                | Fernando Hoces · Chile           | 4.90    | Fernando Ruocco · Uruguai      | 4.70    | Renato Bortolocci · Brasil       | 4.60    |
| Salto em comprimento        | Francisco Pichott · Chile        | 7.55    | Luís de Souza · Brasil         | 7.25    | Cláudio Flores · Brasil          | 7.25    |
| Salto triplo                | João Carlos de Oliveira · Brasil | 17.05   | Francisco Pichott · Chile      | 16.23   | Ángel Gagliano · Argentina       | 15.95   |
| Arremesso de peso           | Gert Weil · Chile                | 17.48   | Juan Turri · Argentina         | 16.54   | José Jacques · Brasil            | 16.31   |
| Lançamento de disco         | José Jacques · Brasil            | 52.10   | Alejandro Serrano · Chile      | 48.94   | Andrés Pérez · Chile             | 45.44   |
| Lançamento do martelo       | Ivam Bertelli · Brasil           | 62.40   | Celso de Moraes · Brasil       | 61.22   | Daniel Gómez · Argentina         | 59.72   |
| Lançamento do dardo         | José de Souza · Brasil           | 75.02   | Luis Lucumí · Colômbia         | 71.76   | Amilcar de Barros · Brasil       | 70.12   |
| Decatlo                     | Paulo Lima · Brasil              | 7383    | Claudio Escauriza · Paraguai   | 6702    | Fernando Brito · Brasil          | 6607    |

### Feminino
| Evento                   | Ouro                          | Ouro    | Prata                         | Prata   | Bronze                          | Bronze  |
| ------------------------ | ----------------------------- | ------- | ----------------------------- | ------- | ------------------------------- | ------- |
| 100 metros               | Carmela Bolívar · Peru        | 11.2    | Daisy Salas · Chile           | 11.4    | Sueli Machado · Brasil          | 11.4    |
| 200 metros               | Eucaris Caicedo · Colômbia    | 23.6    | Sueli Machado · Brasil        | 23.8    | Carmela Bolívar · Peru          | 24.0    |
| 400 metros               | Eucaris Caicedo · Colômbia    | 53.6    | Tânia Miranda · Brasil        | 55.7    | Silvia Augsburger · Argentina   | 56.0    |
| 800 metros               | Gloria González · Chile       | 2:17.7  | Luz Villa · Colômbia          | 2:19.1  | Sandra Ferreira · Brasil        | 2:21.5  |
| 1 500 metros             | Norma Vallejos · Chile        | 4:57.9  | Nancy Chiliquinga · Equador   | 5:01.9  | Mery Rojas · Bolívia            | 5:04.0  |
| 3 000 metros             | Maricruz Sangines · Bolívia   | 11:04.2 | Norma Vallejos · Chile        | 11:09.0 | Mery Rojas · Bolívia            | 11:20.5 |
| 100 metros com barreiras | Juraciara da Silva · Brasil   | 13.5    | Nancy Vallecilla · Equador    | 13.8    | Beatriz Capotosto · Argentina   | 13.9    |
| 400 metros com barreiras | Conceição Geremias · Brasil   | 60.0    | Nancy Vallecilla · Equador    | 62.2    | Maria Ferreira · Brasil         | 62.7    |
| 4×100 metros estafetas   | Brasil                        | 45.3    | Peru                          | 46.7    | Argentina                       | 46.9    |
| 4×400 metros estafetas   | Brasil                        | 3:49.4  | Argentina                     | 3:51.0  | Chile                           | 3:59.3  |
| Salto em altura          | Ana Maria Marcón · Brasil     | 1.84    | Beatriz Bonfim · Brasil       | 1.77    | Liliana Arigoni · Argentina     | 1.71    |
| Salto em comprimento     | Conceição Geremias · Brasil   | 6.26    | Araceli Bruschini · Argentina | 6.22    | Graciela Acosta · Uruguai       | 5.97    |
| Arremesso de peso        | Marinalva dos Santos · Brasil | 14.80   | Maria Fernandes · Brasil      | 13.18   | Patricia Guerrero · Peru        | 12.97   |
| Lançamento de disco      | Odete Domingos · Brasil       | 47.62   | Selene Saldarriaga · Colômbia | 44.22   | Gloria Martínez · Chile         | 41.36   |
| Lançamento do dardo      | Marli dos Santos · Brasil     | 50.52   | Carolina Weil · Chile         | 49.96   | Ana María Campillay · Argentina | 47.70   |
| Heptatlo                 | Yvonne Neddermann · Argentina | 5451    | Olga Verissimo · Brasil       | 5116    | Paola Raab · Chile              | 5081    |

## Quadro de medalhas
| Ordem | País      | Medalha de ouro | Medalha de prata | Medalha de bronze | Total |
| ----- | --------- | --------------- | ---------------- | ----------------- | ----- |
| 1     | Brasil    | 21              | 12               | 12                | 45    |
| 2     | Chile     | 9               | 8                | 9                 | 26    |
| 3     | Colômbia  | 5               | 7                | 0                 | 12    |
| 4     | Bolívia   | 2               | 2                | 4                 | 8     |
| 5     | Argentina | 1               | 3                | 8                 | 12    |
| 6     | Peru      | 1               | 1                | 4                 | 6     |
| 7     | Equador   | 0               | 3                | 1                 | 4     |
| 8     | Uruguai   | 0               | 1                | 1                 | 2     |
| 9     | Panamá    | 0               | 1                | 0                 | 1     |
| 9     | Paraguai  | 0               | 1                | 0                 | 1     |

Legenda
| Recorde mundial       | Recorde mundial (World record)               |                       | Recorde africano                      | Recorde africano (African) |                                           | Q | Classificado por posição (Qualified) |
| Recorde do campeonato | Recorde do campeonato (Championship record)  | Recorde da América    | Recorde da América (Americas)         | q                          | Classificado por melhor tempo (Qualified) |   |                                      |
| Melhor marca do ano   | Melhor marca do ano (World leading)          | Recorde asiático      | Recorde asiático (Asian)              | DNS                        | Não largou (Did not start)                |   |                                      |
| Recorde nacional      | Recorde nacional (National record)           | Recorde europeu       | Recorde europeu (European)            | DNF                        | Não terminou (Did not finish)             |   |                                      |
| Recorde pessoal       | Recorde pessoal do atleta (Personal best)    | Recorde da Oceania    | Recorde da Oceania (Oceania)          | DSQ / DQ                   | Desclassificado (Disqualified)            |   |                                      |
| Recorde da temporada  | Recorde da temporada do atleta (Season best) | Recorde sul-americano | Recorde sul-americano (South America) | NM                         | Sem marca (No mark)                       |   |                                      |